# 일본 중의원 의장

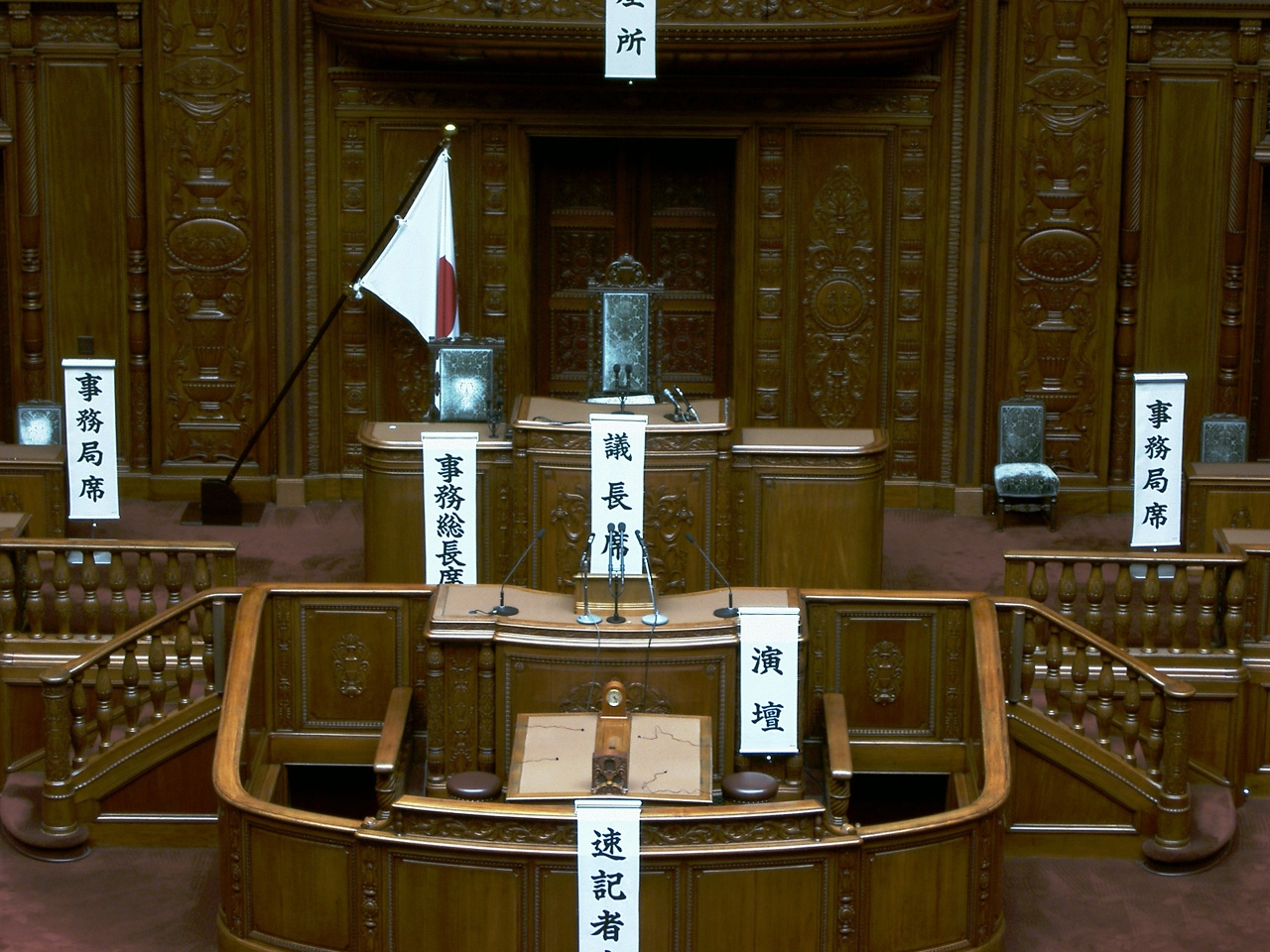
중의원 본회의장. 중앙에 의장석이 있다.

중의원 의장(衆議院議長, 영어: Speaker of the House of Representatives)은 일본 중의원의 의장이다. 중의원의 질서를 유지하고 의사를 정리하며 중의원의 사무를 감독하고 중의원을 대표한다. 의장단을 구성하는 멤버 중 한 명으로 중의원 의원 중에서 한 명을 선출한다.
참의원을 대표하는 참의원 의장과 함께 입법부의 장이다. 행정부의 장인 일본의 내각총리대신과 사법부의 장인 최고재판소장관과 함께 삼권의 일각을 이루고 있는데 총리대신과 최고재판소 장관이 형식상 천황의 임명을 필요로 하는 것에 반해 중의원 의장은 천황의 임명을 받지 않는다. 다만 중의원 의장을 역임한 자는 종2위 동화대수장을 수여받지만 총리대신을 역임한 자는 정2위 대훈위 국화대수장을 수여받아 격이 한 단계 낮다. 한편 보수의 경우 중의원 의장은 월 218만 2,000엔으로 규정되어 있으며 총리대신과 최고재판소 장관은 월 207만 1,000엔으로 규정되어 있다.
전쟁 직후에는 오노 반보쿠, 마쓰나가 도, 마스타니 슈지, 나카무라 우메키치, 후나다 나카처럼 중의원 의장을 역임한 뒤 당이나 내각에서 요직을 맡은 사례도 있었지만 전후 정치가 안정되면서 중의원 의장직은 정치 원로들이 정계를 은퇴하기 전에 취임하는 명예직으로 변하기 시작했다. 마에오 시게사부로나 사카타 미치타처럼 총리대신으로 추대받는 경우도 있었지만 이들은 의장을 역임하고 총리가 되는 것은 국회의 권위상 좋지 못하다며 고사했다. 의장직을 역임한 자가 그 이상의 권력을 욕심내선 안 된다는 풍조가 생기면서 니카이도 스스무나 오부치 게이조처럼 총리대신이 되고자 하는 정치인들은 의장직에 오를 수 있었음에도 거절하는 사례도 나왔다. 이는 총리대신과 원로는 물론 육해군 대장이나 추밀원 고문관보다도 격이 낮았던 제국의회 의장과 달리 중의원 의장이 삼권의 일각을 담당하는 최고위 직위로 인정받게 되었다는 것에 대한 방증이기도 하다. 다만 전후 정치가 안정된 후에도 도이 다카코나 와타누키 다미스케처럼 의장직을 지낸 뒤 당의 대표가 되어 총리대신 지명 투표에 나선 사례도 존재한다.

## 선출
중의원이 처음 소집되어 의원이 1/3이 모이면 의장 선거를 하며 이때 사무총장이 의장 직무를 대행한다. 선거는 무기명 투표로 진행되며 과반수 득표자가 당선된다. 과반수 득표자가 없을 때에는 득표수가 많은 두 사람을 대상으로 결선 투표를 진행한다.
일반적으로 집권 여당에서 의장을 배출하므로 반대표는 거의 없다. 의장으로 선출되면 기존에 소속된 회파를 탈퇴하는 것이 1973년부터 정착된 관례이며 의장과 부의장직에서 물러난 뒤에 회파에 복귀한다.
1955년 창당된 이래 38년간 정권을 차지했던 자유민주당이 중의원 의장직도 독점했지만 1993년 처음으로 자민당이 정권을 잃으면서 의장직도 상실했다. 이때 일본사회당의 도이 다카코와 자민당의 오쿠노 세이스케 중 누구를 의장으로 할지 논의가 있었지만 조정에 실패하여 표결에 돌입했고 도이가 당선되면서 자민당이 의장직을 잃었다.

## 임기
의장의 임기는 의원의 임기와 동일하다. 중의원이 해산되거나 임기가 끝나면 의장으로서의 임기도 함께 끝이 난다. 한편 「국회법」 등에 불신임 등 의장을 해임할 수 있는 법적 근거가 전혀 없기 때문에 중의원이 임의로 의장을 물러나게 할 수는 없다.

## 대우

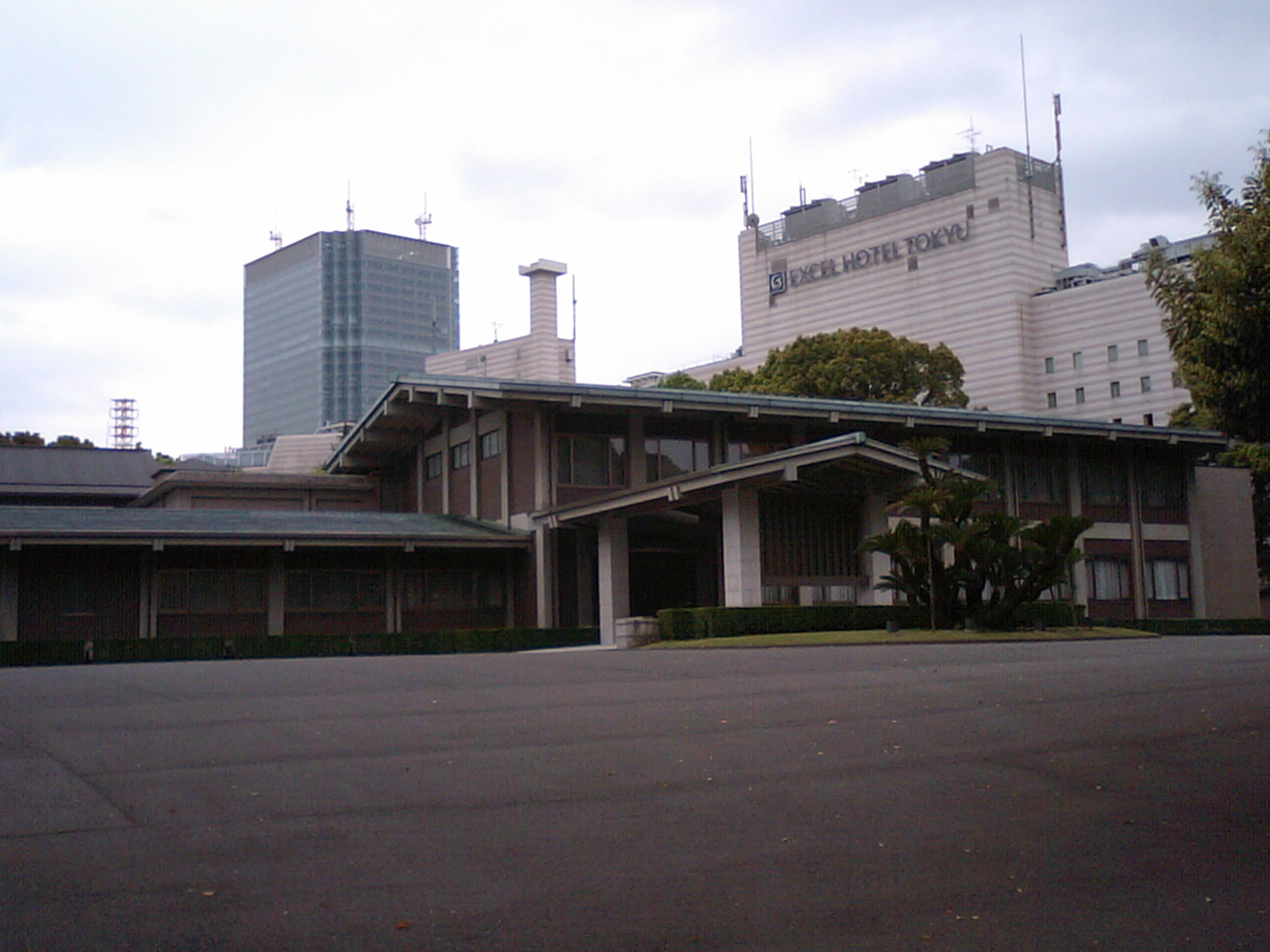
중의원 의장 관저. 참의원 의장 관저가 인접하고 있다.

비록 중의원이 참의원보다 우월하지만 중의원 의장과 참의원 의장은 동등한 위치에 있으며 세비 등 구체적인 대우에서 차별을 받지 않는다. 또한 의장과 부의장은 모두 관저가 제공된다. 자위대를 공식 방문하거나 시찰할 때 의장대의 의장을 받는다.

## 권한
「국회법」 제19조는 의장의 권한을 중의원의 질서 유지·의사 정리·중의원의 사무 감독·중의원 대표로 규정하고 있으며 「국회법」을 비롯한 여러 법령과 규칙에 규정된 의장의 직무는 위 권한 중 하나에 속하게 된다.
「국회법」 제14장과 「중의원 규칙」 제16장은 중의원의 질서에 관한 규정을 포함하고 있으며 회의장에서 현행범을 체포하는 명령을 내리는 것이 대표적이다. 그 외에도 국회가 폐회 중일 때 의원의 사직을 허가하거나 각 의원의 의석을 지정하거나 회의장의 질서를 어지럽히는 의원에게 퇴석하도록 명령하거나 방청인의 신체 검사를 지시하는 것 등이 중의원의 질서 유지에 관한 권한이다.
본회의가 개최 중일 때 상임위원회의 개최를 허가하거나 공청회 개최를 승인하거나 회의 시각을 변경하거나 가부 동수일 때 최종 결정권을 행사하는 것은 의사 정리에 권한 권한이며 중의원 사무총장·법제국장을 감독하는 것은 사무 감독에 관한 권한에 해당한다.
국회가 개회식을 할 때 참의원에서 진행되지만 주재는 중의원 의장의 몫이다. 참고로 국회가 개회할 때 일본의 천황이 참석하여 조서를 읽는데 다 읽은 조서는 오른쪽에 있던 중의원 의장에게 전달되고 조서를 받든 의장은 뒷걸음질하여 단상에서 내려가는 것이 관행이다. 1985년 고령이었던 후쿠나가 겐지는 이 관행을 수행하기가 어렵다는 이유로 의장직을 고사했으며 이후 중의원은 본회의장의 옥좌 부근의 계단을 비탈길로 고쳤다. 하지만 이후에도 야마나카 사다노리가 후쿠나가와 같은 사유로 의장직을 고사했다.
이 외에도 「황실전범」 제28조에 따라 황실회의 의원이 되며 「황실경제법」 제8조에 따라 황실경제회의 의원이 된다.

### 직무 대행
의장이 사고가 났거나 궐석이 되었을 때 「국회법」 제21조에 따라 부의장이 직무를 대행한다. 본회의장 단상 중앙에 의장석이 있고 그 오른쪽에 사무총장석이 마련되어 있지만 부의장석은 없으며 부의장은 의장 직무를 대행할 때에만 의장석에 앉을 수 있다.
의장과 함께 부의장도 사고로 인해 직무를 대행하지 못할 때는 임시 의장을 선출하여 의장 직무를 대행하게 한다. 이때 임시 의장은 최연장자인 의원이 지명되는 것이 관례다. 임시 의장을 선출할 때에는 사무총장이 잠시 의장 직무를 대행한다.

## 역대 의장
| 회기 | 대수 | 이름                                       | 이름                             | 재임 기간        | 재임 기간        | 퇴임 사유 | 소속 정당             | 소속 정당                                    |
| ---- | ---- | ------------------------------------------ | -------------------------------- | ---------------- | ---------------- | --------- | --------------------- | -------------------------------------------- |
| 1    | 초대 |                                            | 나카지마 노부유키 中島信行       | 1890년 11월 26일 | 1891년 12월 25일 | 해산      |                       | 입헌민정당                                   |
| 2    | 2대  |                                            | 호시 도루 星亨                   | 1892년 5월 3일   | 1893년 12월 13일 | 제명      |                       | 자유당                                       |
| 2    | 3대  |                                            | 구스모토 마사타카 楠本正隆       | 1893년 12월 15일 | 1893년 12월 30일 | 해산      |                       | 동맹정사                                     |
| 3    | 4대  | 1894년 5월 12일                            | 구스모토 마사타카 楠本正隆       | 1894년 6월 2일   |                  | 해산      | 입헌혁신당            |                                              |
| 4    | 5대  | 1894년 10월 15일                           | 구스모토 마사타카 楠本正隆       | 1896년 6월 8일   | 의원 사직        |           | 입헌혁신당            |                                              |
| 4    | 6대  |                                            | 하토야마 가즈오 鳩山和夫         | 1896년 12월 22일 | 1897년 12월 25일 | 해산      |                       | 진보당                                       |
| 5    | 7대  |                                            | 가타오카 겐키치 片岡健吉         | 1898년 5월 15일  | 1898년 6월 10일  | 해산      |                       | 입헌정우회                                   |
| 6    | 8대  | 1898년 11월 9일                            | 가타오카 겐키치 片岡健吉         | 1902년 12월 7일  | 임기 만료        |           |                       | 입헌정우회                                   |
| 7    | 9대  | 1902년 12월 7일                            | 가타오카 겐키치 片岡健吉         | 1902년 12월 28일 | 해산             |           |                       | 입헌정우회                                   |
| 8    | 10대 | 1903년 5월 9일                             | 가타오카 겐키치 片岡健吉         | 1903년 10월 31일 | 사망             |           |                       | 입헌정우회                                   |
| 8    | 11대 |                                            | 고노 히로나카 河野広中           | 1903년 12월 5일  | 1903년 12월 11일 | 해산      |                       | 헌정당                                       |
| 9    | 12대 |                                            | 마쓰다 마사히사 松田正久         | 1904년 3월 18일  | 1906년 1월 19일  | 사직      |                       | 입헌정우회                                   |
| 9    | 13대 |                                            | 스기타 데이이치 杉田定一         | 1906년 1월 23일  | 1908년 12월 23일 | 임기 만료 |                       | 입헌정우회                                   |
| 10   | 14대 |                                            | 하세바 스미타카 長谷場純孝       | 1908년 12월 23일 | 1911년 9월 6일   | 사직      |                       | 입헌정우회                                   |
| 10   | 15대 |                                            | 오오카 이쿠조 大岡育造           | 1911년 12월 24일 | 1912년 8월 21일  | 임기 만료 |                       | 입헌정우회                                   |
| 11   | 16대 | 1912년 8월 21일                            | 오오카 이쿠조 大岡育造           | 1914년 3월 6일   | 사직             |           |                       | 입헌정우회                                   |
| 11   | 17대 |                                            | 하세바 스미타카 長谷場純孝       | 1914년 3월 7일   | 1914년 3월 15일  | 사망      |                       | 입헌정우회                                   |
| 11   | 18대 |                                            | 오쿠 시게사부로 奥繁三郎         | 1914년 3월 17일  | 1914년 12월 25일 | 해산      |                       | 입헌정우회                                   |
| 12   | 19대 |                                            | 시마다 사부로 島田三郎           | 1915년 5월 17일  | 1917년 1월 25일  | 해산      |                       | 입헌동지회                                   |
| 13   | 20대 |                                            | 오오카 이쿠조 大岡育造           | 1917년 6월 21일  | 1920년 2월 26일  | 해산      |                       | 입헌정우회                                   |
| 14   | 21대 |                                            | 오쿠 시게사부로 奥繁三郎         | 1920년 6월 29일  | 1923년 2월 16일  | 사직      |                       | 입헌정우회                                   |
| 14   | 22대 |                                            | 가스야 기조 粕谷義三             | 1923년 2월 17일  | 1924년 1월 31일  | 해산      |                       | 입헌정우회                                   |
| 15   | 23대 | 1924년 6월 26일                            | 가스야 기조 粕谷義三             | 1927년 3월 25일  | 사직             |           | 입헌정우회 →무소속    |                                              |
| 15   | 23대 | 1924년 6월 26일                            | 가스야 기조 粕谷義三             | 1927년 3월 25일  | 사직             |           | 입헌정우회 →무소속    |                                              |
| 15   | 24대 |                                            | 모리타 시게루 森田茂             | 1927년 3월 26일  | 1928년 1월 21일  | 해산      |                       | 헌정회                                       |
| 16   | 25대 |                                            | 모토다 하지메 元田肇             | 1928년 4월 20일  | 1929년 3월 14일  | 사직      |                       | 입헌정우회                                   |
| 16   | 26대 |                                            | 가와하라 모스케 川原茂輔         | 1929년 3월 15일  | 1929년 5월 19일  | 사망      |                       | 입헌정우회                                   |
| 16   | 27대 |                                            | 호리키리 젠베에 堀切善兵衛       | 1929년 12월 23일 | 1930년 1월 21일  | 해산      |                       | 입헌정우회                                   |
| 17   | 28대 |                                            | 후지사와 이쿠노스케 藤沢幾之輔   | 1930년 4월 21일  | 1931년 4월 13일  | 사직      |                       | 입헌민정당                                   |
| 17   | 29대 |                                            | 나카무라 게이지로 中村啓次郎     | 1931년 12월 23일 | 1932년 1월 21일  | 해산      |                       | 입헌민정당                                   |
| 18   | 30대 |                                            | 아키타 기요시 秋田清             | 1932년 3월 18일  | 1934년 12월 13일 | 사직      |                       | 입헌정우회                                   |
| 18   | 31대 |                                            | 하마다 구니마쓰 浜田国松         | 1934년 12월 24일 | 1936년 1월 21일  | 해산      |                       | 입헌정우회                                   |
| 19   | 32대 |                                            | 도미타 고지로 冨田幸次郎         | 1936년 5월 1일   | 1937년 3월 31일  | 해산      |                       | 입헌민정당                                   |
| 20   | 33대 |                                            | 고야마 쇼주 小山松寿             | 1937년 7월 23일  | 1941년 12월 22일 | 사직      |                       | 입헌민정당 →중의원 의원 구락부 →익찬의원동맹 |
| 20   | 33대 |                                            | 고야마 쇼주 小山松寿             | 1937년 7월 23일  | 1941년 12월 22일 | 사직      |                       | 입헌민정당 →중의원 의원 구락부 →익찬의원동맹 |
| 20   | 33대 |                                            | 고야마 쇼주 小山松寿             | 1937년 7월 23일  | 1941년 12월 22일 | 사직      |                       | 입헌민정당 →중의원 의원 구락부 →익찬의원동맹 |
| 20   | 34대 |                                            | 다고 이치민 田子一民             | 1941년 12월 24일 | 1942년 5월 25일  | 임기 만료 |                       | 익찬의원동맹 →익찬정치회                     |
| 21   | 35대 |                                            | 오카다 다다히코 岡田忠彦         | 1942년 5월 25일  | 1945년 4월 9일   | 사직      |                       | 익찬정치회                                   |
| 21   | 36대 |                                            | 시마다 도시오 島田俊雄           | 1945년 6월 8일   | 1945년 12월 18일 | 해산      |                       | 대일본정치회 →일본진보당                     |
| 21   | 36대 |                                            | 시마다 도시오 島田俊雄           | 1945년 6월 8일   | 1945년 12월 18일 | 해산      |                       | 대일본정치회 →일본진보당                     |
| 22   | 37대 |                                            | 히가이 센조 樋貝詮三             | 1946년 5월 22일  | 1946년 8월 23일  | 사직      |                       | 일본자유당                                   |
| 22   | 38대 |                                            | 야마자키 다케시 山崎猛           | 1946년 8월 23일  | 1947년 3월 31일  | 해산      |                       | 일본자유당 →무소속                           |
| 22   | 38대 |                                            | 야마자키 다케시 山崎猛           | 1946년 8월 23일  | 1947년 3월 31일  | 해산      |                       | 일본자유당 →무소속                           |
| 23   | 39대 |                                            | 마쓰오카 고마키치 松岡駒吉       | 1947년 5월 21일  | 1948년 12월 23일 | 해산      |                       | 일본사회당 우파                              |
| 24   | 40대 |                                            | 시데하라 기주로 幣原喜重郎       | 1949년 2월 11일  | 1951년 3월 10일  | 사망      |                       | 민주자유당                                   |
| 24   | 41대 |                                            | 하야시 조지 林讓治               | 1951년 3월 13일  | 1952년 8월 1일   | 사직      |                       | 자유당                                       |
| 24   | 42대 |                                            | 오노 반보쿠 大野伴睦             | 1952년 8월 26일  | 1952년 8월 28일  | 해산      | 자유당                |                                              |
| 25   | 43대 | 1952년 10월 24일                           | 오노 반보쿠 大野伴睦             | 1953년 3월 14일  |                  | 해산      | 자유당                |                                              |
| 26   | 44대 |                                            | 쓰쓰미 야스지로 堤康次郎         | 1953년 5월 18일  | 1954년 12월 10일 | 사직      |                       | 개진당                                       |
| 26   | 45대 |                                            | 마쓰나가 도 松永東               | 1954년 12월 11일 | 1955년 1월 24일  | 해산      |                       | 일본민주당                                   |
| 27   | 46대 |                                            | 마스타니 슈지 益谷秀次           | 1955년 3월 18일  | 1958년 4월 25일  | 해산      |                       | 자유민주당 이케다파                          |
| 28   | 47대 |                                            | 호시시마 니로 星島二郎           | 1958년 6월 11일  | 1958년 12월 13일 | 사임      | 자유민주당 기시파     |                                              |
| 28   | 48대 |                                            | 가토 료고로 加藤鐐五郎           | 1958년 12월 13일 | 1960년 2월 1일   | 사임      | 자유민주당 이시이파   |                                              |
| 28   | 49대 |                                            | 기요세 이치로 清瀬一郎           | 1960년 2월 1일   | 1960년 10월 24일 | 해산      | 자유민주당 미키파     |                                              |
| 29   | 50대 | 1960년 12월 7일                            | 기요세 이치로 清瀬一郎           | 1963년 10월 23일 |                  | 해산      | 자유민주당 미키파     |                                              |
| 30   | 51대 |                                            | 후나다 나카 船田中               | 1963년 12월 7일  | 1965년 12월 20일 | 사임      | 자유민주당 오노파     |                                              |
| 30   | 52대 |                                            | 야마구치 기쿠이치로 山口喜久一郎 | 1965년 12월 20일 | 1966년 12월 3일  | 사임      | 자유민주당 고노파     |                                              |
| 30   | 53대 |                                            | 아야베 겐타로 綾部健太郎         | 1966년 12월 3일  | 1966년 12월 27일 | 해산      | 자유민주당 후지야마파 |                                              |
| 31   | 54대 |                                            | 이시이 미쓰지로 石井光次郎       | 1967년 2월 15일  | 1969년 7월 16일  | 사임      | 자유민주당 이시이파   |                                              |
| 31   | 55대 |                                            | 마쓰다 다케치요 松田竹千代       | 1969년 7월 16일  | 1969년 12월 2일  | 해산      | 자유민주당 모리파     |                                              |
| 32   | 56대 |                                            | 후나다 나카 船田中               | 1970년 1월 14일  | 1972년 11월 13일 | 해산      | 자유민주당 후나다파   |                                              |
| 33   | 57대 |                                            | 나카무라 우메키치 中村梅吉       | 1972년 12월 22일 | 1973년 5월 29일  | 사임      | 자유민주당 나카소네파 |                                              |
| 33   | 58대 |                                            | 마에오 시게사부로 前尾繁三郎     | 1973년 5월 29일  | 1976년 12월 9일  | 임기 만료 | 자유민주당 오히라파   |                                              |
| 34   | 59대 |                                            | 호리 시게루 保利茂               | 1976년 12월 24일 | 1979년 2월 1일   | 사임      | 자유민주당 후쿠다파   |                                              |
| 34   | 60대 |                                            | 나다오 히로키치 灘尾弘吉         | 1979년 2월 1일   | 1979년 9월 7일   | 해산      | 자유민주당 무파벌     |                                              |
| 35   | 61대 | 1979년 10월 30일                           | 나다오 히로키치 灘尾弘吉         | 1980년 5월 19일  |                  | 해산      | 자유민주당 무파벌     |                                              |
| 36   | 62대 |                                            | 후쿠다 하지메 福田一             | 1980년 7월 17일  | 1983년 11월 28일 | 해산      | 자유민주당 후나다파   |                                              |
| 37   | 63대 |                                            | 후쿠나가 겐지 福永健司           | 1983년 12월 26일 | 1985년 1월 24일  | 사임      | 자유민주당 스즈키파   |                                              |
| 37   | 64대 |                                            | 사카타 미치타 坂田道太           | 1985년 1월 24일  | 1986년 6월 2일   | 해산      | 자유민주당 무파벌     |                                              |
| 38   | 65대 |                                            | 하라 겐자부로 原健三郎           | 1986년 7월 22일  | 1989년 6월 2일   | 사임      | 자유민주당 나카소네파 |                                              |
| 38   | 66대 | Hajime Tamura's Portrait in a monument.jpg | 다무라 하지메 田村元             | 1989년 6월 2일   | 1990년 1월 24일  | 해산      | 자유민주당 다케시타파 |                                              |
| 39   | 67대 |                                            | 사쿠라우치 요시오 櫻内義雄       | 1990년 2월 27일  | 1993년 6월 18일  | 해산      | 자유민주당 와타나베파 |                                              |
| 40   | 68대 |                                            | 도이 다카코 土井たか子           | 1993년 8월 6일   | 1996년 9월 27일  | 해산      |                       | 일본사회당                                   |
| 41   | 69대 |                                            | 이토 소이치로 伊藤宗一郎         | 1996년 11월 7일  | 2000년 6월 2일   | 해산      |                       | 자유민주당 고모토파                          |
| 42   | 70대 |                                            | 와타누키 다미스케 綿貫民輔       | 2000년 7월 4일   | 2003년 10월 10일 | 해산      | 자유민주당 하타모토파 |                                              |
| 43   | 71대 |                                            | 고노 요헤이 河野洋平             | 2003년 11월 19일 | 2005년 8월 8일   | 해산      | 자유민주당 고노파     |                                              |
| 44   | 72대 | 2005년 9월 21일                            | 고노 요헤이 河野洋平             | 2009년 7월 21일  |                  | 해산      | 자유민주당 고노파     |                                              |
| 45   | 73대 |                                            | 요코미치 다카히로 横路孝弘       | 2009년 9월 16일  | 2012년 11월 16일 | 해산      |                       | 민주당 요코미치파                            |
| 46   | 74대 |                                            | 이부키 분메이 伊吹文明           | 2012년 12월 26일 | 2014년 11월 21일 | 해산      |                       | 자유민주당 이부키파                          |
| 47   | 75대 |                                            | 마치무라 노부타카 町村信孝       | 2014년 12월 24일 | 2015년 4월 21일  | 사임      | 자유민주당 마치무라파 |                                              |
| 47   | 76대 |                                            | 오시마 다다모리 大島理森         | 2015년 4월 21일  | 2017년 9월 28일  | 해산      | 자유민주당 오시마파   |                                              |
| 48   | 77대 | 2017년 11월 1일                            | 오시마 다다모리 大島理森         | 2021년 10월 14일 |                  | 해산      | 자유민주당 오시마파   |                                              |
| 49   | 78대 |                                            | 호소다 히로유키 細田博之         | 2021년 11월 10일 | 2023년 10월 20일 | 사임      | 자유민주당 호소다파   |                                              |
| 49   | 79대 |                                            | 누카가 후쿠시로 額賀福志郎       | 2023년 10월 20일 | 2024년 10월 9일  | 해산      | 자유민주당 모테기파   |                                              |
| 50   | 80대 | 2024년 11월 11일                           | 누카가 후쿠시로 額賀福志郎       |                  |                  |           | 자유민주당 모테기파   |                                              |

## 같이 보기
- 중의원
- 참의원 의장